# Río Edo
El río Edo (江 戸川 Edo-gawa?) es un río en la región de Kantō en Japón.

## Descripción
El río nace a partir de un brazo del río Tone al extremo más al norte (distrito de Sekiyado) de la ciudad de Noda en la población de Goka, y cruza entre otros a través de Nagareyama, Matsudo y desemboca en la bahía de Tokio en Ichikawa. 

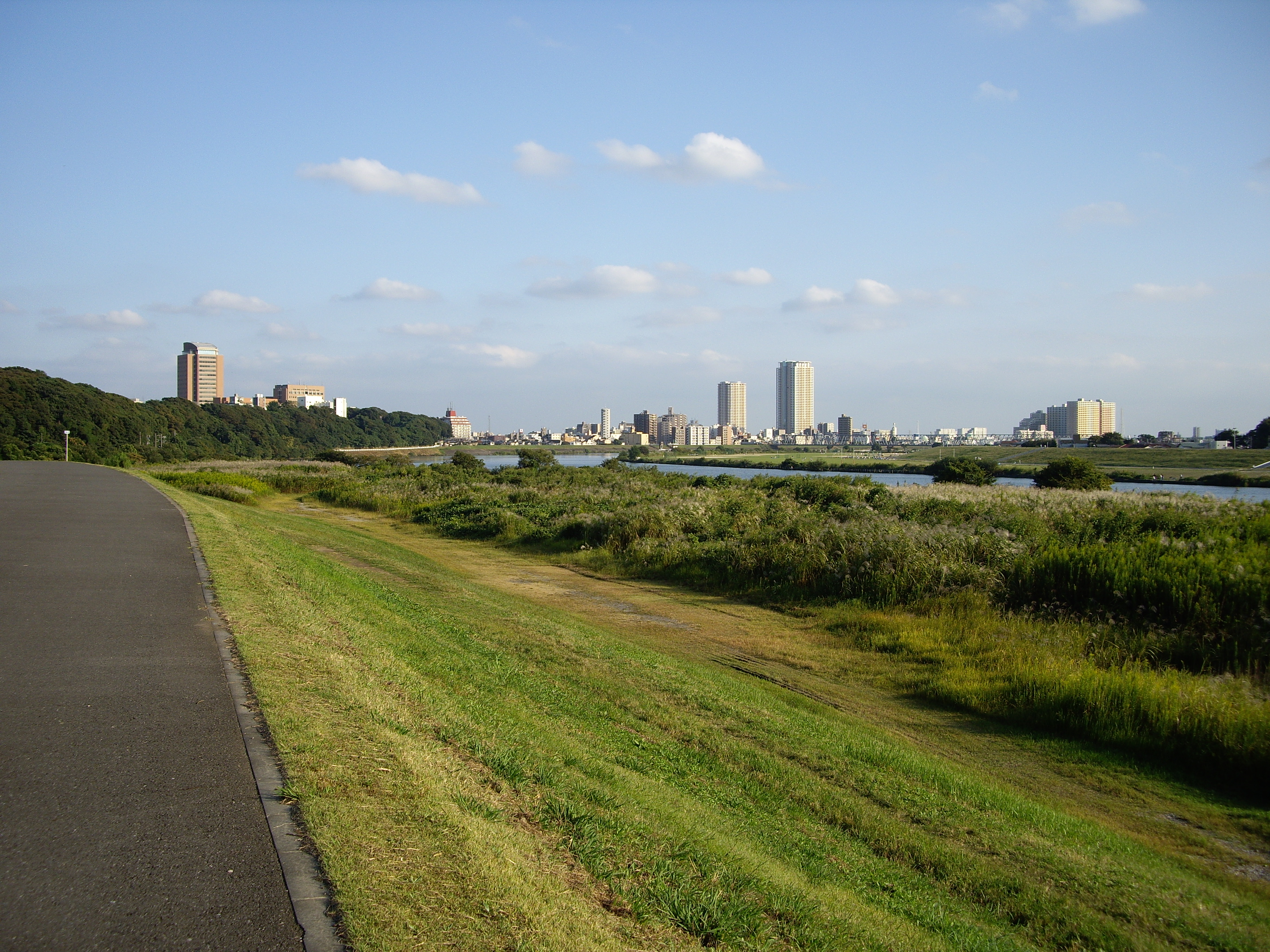
Río Edo con la ciudad de Ichikawa al fondo.

## Historia
El curso del río Edo fue originalmente el curso inferior del río Tone, pero el Tone fue desviado en 1654 por el shogunato Tokugawa para proteger la ciudad de Edo (actual Tokio) de las inundaciones.
El río Edo se usó para conectar el norte y el este de la región de Kantō con la capital en Edo, específicamente para transportar grandes cantidades de carga desde Chōshi  y otras ciudades en la costa del Océano Pacífico hacia el interior de la capital. Antes de la industrialización de la región de Tokio, el río también se usaba para cultivar raíces de  loto.
El transporte terrestre terminó a principios del siglo XX debido al desarrollo de una extensa red de carga ferroviaria en la región de Kantō, pero el río Edo sigue siendo una fuente importante de agua para la producción industrial y el drenaje de las áreas densamente pobladas del área metropolitana de Tokio.

## Características
El río Edo nace en Goka (Prefectura de Ibaraki) y forma las fronteras entre las prefecturas de Chiba, Saitama y Tokio.
El río Edo tiene 59.5 kilómetros de largo.
El río Edo tiene marcadores de distancia cada 250 metros que marcan la distancia desde la desembocadura del río que se encuentra con la Bahía de Tokio.
Tokyo Disneyland se encuentra en un vertedero adyacente a una rama desviada del río Edo conocida como el río Kyū-Edo que desemboca en la bahía de Tokio entre  Urayasu y el distrito Minamikasai de Edogawa, Tokio.